# ستاره مورسه
ستاره مورسه (به لهستانی:  Stare Mursy) یک روستا در لهستان است که در گمینا ستردنگ واقع شده‌است.